# Violrot
Violrot är ett naturläkemedel och ingrediens i kosmetika som utgörs av den torkade och finmalda jordstammen av vissa irisar, framför allt florentinsk iris (Iris florentina), trädgårdsiris (Iris germanica) och silveriris (Iris pallida). Violrot doftar viol, men namnet och doften till trots utvinns violrot inte från viol.